# García Díaz Arias
García Díaz Arias (ur. ? w Consuegra, zm. w 1562) – hiszpański duchowny rzymskokatolicki, pierwszy biskup Quito.

## Biografia
Zanim został biskupem był kapelanem Francisco Pizarro.
8 stycznia 1546 papież Paweł III utworzył diecezję Quito, a na jej pierwszego biskupa mianował ks. Díaza Ariasa. 5 czerwca 1547 ks. Díaz Arias w Cuzco przyjął sakrę biskupią z rąk biskupa Cuzco Juana Solano OP.